# 地球へ…
『地球へ…』（テラへ）は、竹宮惠子による日本のSF漫画作品、およびこれを原作とした派生作品。第9回（1978年）星雲賞コミック部門、第25回（1979年）小学館漫画賞少年少女部門を受賞。

## 概要
『月刊マンガ少年』（朝日ソノラマ）に1977年1月号から1980年5月号にかけて連載された。全4部構成。1995年には文庫化し、2006年の時点では10版まで出版されている。2007年4月6日には新装本が出版された。
当初は3回で終了する予定でスタートし、第4話で一旦第1部が完結。その後、断続的に第4部まで3年半にわたり連載が続いた。竹宮は夢に見た“涙を流すナキネズミ”のイメージを元に第1部を描き、初期構想では第1部のみの短編にするつもりだった。また、当初は竹宮とメカデザイン担当ひおあきらとの合作になる予定であったが、「地球へ…」と同じソノラマのコンバトラーV単行本の締め切りをひおが半年遅らせており、担当が許可しなかったために合作は幻に終わった｡
マンガ少年に最終回が掲載されたのは1980年5月号で、その直後の1980年4月26日にアニメ映画が公開された。単行本化の際には、雑誌掲載の原稿に加筆、修正がなされた。第4部には大幅な修正が行われ、S.D.の解釈などが雑誌掲載時と異なっている。
ラジオドラマ版（1979年）、アニメ映画版（1980年）、テレビアニメ版（2007年）がある。

## あらすじ
現代から遠く離れた未来―S.D.（Superior Dominance：特殊統治体制、西暦3千数百年）の時代。人類はスーパーコンピュータ（人工知能）による完全な管理の下、子供を養育する惑星と、社会を営む大人の惑星とに分かれて住んでいた。
地球から遠く離れた植民惑星アタラクシアで育った少年ジョミー・マーキス・シンは、『目覚めの日』（＝14歳の誕生日）の数日前から不思議な夢を見ていた。盲目の美少女と青年が会話している場面である。
そして『目覚めの日』、ジョミーは成人検査の最中に、夢に出てきた青年に助けられた。実は成人検査とは、社会人としての適性を検査し、過去の記憶を消され洗脳されると同時に、超能力を持つ新人類「ミュウ」を発見し社会から排除するためのものでもあった。“不適格者”（＝ミュウ）と診断されたジョミーは抹殺されそうになるが、そこへミュウの手助けが入り、混乱の中ミュウの船へ迎えられることとなる。実はジョミーも自覚がないだけでミュウだったが、繊細なミュウには耐えられないとされる諸検査を、その強靭な精神力でことごとくクリアしていたのだ。
夢の若者の正体は、当代のミュウの長ソルジャー・ブルー。彼らは長年にわたりミュウへの人権付与を訴えてきたが、願いは叶わず、仲間を増やしつつ、統治機構がある地球を目指していた。ジョミーは最初は戸惑い、抵抗心剥き出しだったが、障害の補完として超能力を持つ他のミュウとは違って“健常者かつミュウ”であることから、新しいソルジャー（ミュウの長の称号）となるようブルーに請われ、彼の記憶と精神を受け継ぎ“ソルジャー・シン”となる。
一方、統治者候補で“無垢な者”としての養育を受け、執行機関「メンバーズ・エリート」の一員となったジョミーと同い年の青年がいた。彼の名はキース・アニアン。親友のサムなどとは違い、成人検査を受けた記憶も幼い頃の記憶も一切持たない彼は、様々な出来事の中で、徐々に自身の正体とミュウの廃絶の可能性の有無を見出しながら出世コースをひた走る。
この2人の接触は、十数年にもわたるミュウと人間の戦いと、地球の新時代の幕開けにつながる様々な事件を引き起こすこととなる。ミュウも人間も葛藤し、悩み、苦しみ、悲しみを味わいながら、戦いに身を投じていく。
はたして、ジョミーたちミュウは地球（テラ）へたどり着くことができるのか……？

## 世界背景
科学の発展により文明が高度化し、ワープ航法によって宇宙へ旅立つことができるようになった時代、「人類が地球を窒息させている」と結論付けた一部の人間の考えにより、人類の手ではもはや修復不可能なまでに進んだ環境破壊で生命滅亡の淵にある地球を再生するため、全ての人間がマザーコンピュータとともに植民惑星へ退去した。
人類は出生から成長、死に至るまですべてコンピュータによって完全に管理されていた。無作為に選び出された精子と卵子を受精させ、人工子宮により『赤ん坊』として生きられるようになると、無作為に選ばれた養親によって『目覚めの日』（＝14歳の誕生日）まで安心かつ健全、しかも画一化された教育惑星で育てられる。『目覚めの日』前後になると、星のマザーコンピュータによって《成人検査》が行われ、今までの記憶の消去と地球人として生きるための知識の注入を受け、“大人”としての教育を受けるべく、さらに高度な教育が受けられる“エデュケーショナル・ステーション”に送られる。
しかし、成人検査をパスできない人もいる。また、この成人検査の過程で誕生するのは“大人”とみなされた人間だけではない。超能力保持者“ミュウ”も誕生させていたのだ。ほとんどのミュウは、感情過多などの兆候からESP（エスパー）チェックにより深層心理まで分析され、排除されてきた。だが、管理体制の実態を見抜き脱出に成功したミュウたちは集団を作り、人類にミュウの存在を認めるよう働きかけてきた。しかし、その願いは未だ通じていなかった。

## 登場人物一覧
括弧内は登場したのちの、最年少時から最後までの年齢である（原作のみ）。年齢が不詳な人物については記載しない。声の項は映画版 / テレビアニメ版の順。1人しか記載されていない場合は特記ない限りテレビアニメ版のキャストとし、それ以外のものは別途記載する。

### 原作
ジョミー・マーキス・シン（13歳→45歳）
声 - 井上純一 / 斎賀みつき / 富山敬（ラジオドラマ版）
本編のミュウサイドの主人公。育英都市アタラクシアの出身。潜在的なミュウとして14歳まで生きてきた。感情過多であるため、幾度かESPチェックを受けてきたが、“無い”とまで自嘲する太い神経、タフな精神と潜在的な強い思念波のお陰で潜り抜けてきた。他のミュウとは違い、欠けている部分のない健常者であり、人類の太く短い生命力とミュウの細く長い能力を兼ね備えた存在であることからソルジャー・ブルーに見出され、余命わずかの彼の後を継ぎ、ミュウの新しい長『ソルジャー・シン』となる。そしてブルーの遺志を継いで、ミュウが長年目指してきた地球（テラ）へ向かうこととなる。
最初はその乱暴な性分から他のミュウたちに疎まれてきたが、様々な訓練や勉強を経てカリスマ性の高いリーダーになってゆく。その卓越した行動力と強大なESP能力で、仲間の危機を救うために飛び出すこともしばしば。また様々な経験を経て策士としての冷静さも兼ね備えるようになっていき、当初は反発されていたハーレイからも「戦士（ソルジャー）だ」と高く評価されるようになる。感受性が豊かなために感情を表に出しやすいミュウたちを懸命にリードし、まとめあげた。
14歳以降外見は変わっていない。途中、ナスカでの地球軍との衝突がきっかけで全失明・失語・失聴となり、それからはテレパシーでコミュニケーションをとっている（TVアニメ版ではそれらの喪失は免れている）。
長老たちはESP能力でバリアを張らなければならない惑星ナスカの希薄な大気にその強靭な肉体と精神力で適応した。また、地球でS.D.体制の敷かれた特別個室（室内の強烈なエネルギーに、長老たちばかりかトォニィすらも悲鳴を上げたほど）にも適応した。
ナスカで安穏と生きる道を絶たれ、多くの同胞を助けられなかった悲劇は、遠回りしながらも、彼に『地球へ帰ること』の重要性を改めて認識させた。
破壊寸前のグランドマザーに精神を支配されたキースによって射殺される。最期の言葉は「キース、地球を頼む」。しかし、直前で精神が肉体から分離し、コンピュータ・テラを停止させたキースの「そこにいるんだろう？今度こそ俺を殺せ」という言葉を受け、苦痛を伴わないように殺す。
映画では、キースに致命傷を負わされるもののかろうじて生きており、二人でコンピュータ・テラの前に落ちる。最後の言葉は「キース、逃げろ」。
TVアニメ版ではグランドマザーを破壊したものの、隙を突かれてグランドマザーの最後の攻撃で致命傷を負い、助けに来たトォニィを次期ソルジャーに任命した後果てた。最後の言葉は「箱の最後には希望が残ったんだ」。
名前は、原作者が読んでいたSF小説『スラン』（A・E・ヴァン・ヴォークト作）の主人公の名にちなんだもの。
キース・アニアン（15歳→45歳）
声 - 沖雅也 / 子安武人
本編の人類サイドの主人公。機械（マザー）の申し子、鉄仮面などと評されるエリートだが、喜怒哀楽のうち“怒”と“哀”の感情は誰よりも強い。ジョミーの最大のライバル。地球のどこにいても一目置かれ、一線を画される存在である。
育英都市トロイナスの出身となっているが、幼少時代の記憶および受けたはずの成人検査に関する記憶を一切持っていない。エデュケーショナル・ステーションでの教育を終えたのちは「メンバーズ・エリート」に選出され、その頭角を現して目を見張るスピードでエリートコースを昇進していく。ステーションでの教育課程からミュウと遭遇し、幾度も対決していくことになる。さらに、様々な事件のなかで幾度も葛藤を繰り返しながら、マザーが期待していたとおりの成長を続ける。そして、最終的には地球の総帥となり、ジョミーたちミュウの前に立ち塞がる。
20年近くにわたるミュウとの対決の中で、自身の出生の秘密やミュウ発生の原因が人類の遺伝子自体にあること、そしてその素因子の排除の可否、さらには地球そのものの秘密を知ってゆくこととなる。その中で、ミュウの女性フィシスに不思議な縁を感じるようになっていく。
背後に立った者を反射的に撃つよう訓練されている。
実は、フィシスの卵子を元に生み出された、遺伝子上の“フィシスの実子”。15歳まで人工子宮で育ち、知識は脳に直接刷り込まれていた。統治者候補たる「無垢なる者」の1人である故に養親はおらず、成人検査も受けていなかった。
1人の人間としても、1人の統治者としても、ジョミーとは対照的な存在である。マツカとサム以外に心を許せる存在がおらず、表面上は“地球国家元首”という究極の要職に就いても、2人のいない場所では常に孤独だった。
最後までジョミーをライバル視しており、ミュウの存在を認めながらも受け入れようとはしなかった。ジョミーがグランドマザーと戦っている時、彼の心も一緒に戦っていたというが、後もう一歩というところでグランドマザーの思念波に操られ、ジョミーを殺してしまう。正気に戻った直後、それまで心に燻っていた機械への疑念が爆発し、これまで従ってきたコンピュータによる自分の意思への介入を拒絶する。グランドマザーが破壊されたあと、コンピュータ・テラを停止させ、地球を自然のままにし、機械の管理から離脱することを選択する。その後、精神体として《生きていた》ジョミーの手で殺されることを望んだ。
映画版では人類側の敗北を素直に受け容れ、ジョミーたちミュウを勝利者として迎えようとする。原作同様グランドマザーに操られ光線銃でジョミーに致命傷を負わせるが、それを契機にグランドマザーへの反意を強固に弁明してマザーを停止させた。コンピュータ・テラのフロアでは、傍らのジョミーの避難勧奨に、誰の命令でもない自らの意志で死ぬんだと答えた。
TVアニメ版ではグランドマザーの攻撃で致命傷を負い、死の間際にセルジュに地球軍の指揮権を託したのち、ジョミーと共に果てる。最後の言葉は「最後まで私は独りか…」。ただし、セルジュやマツカなどのキースを慕っている部下の存在を考えると、決して前二作のように独りではなかったようである。
2007年7月に行われた「テラFes2007」での質問コーナーによれば、名前の由来は“キム・ボール・キースン”という俳優の名から取ったと竹宮は語っている。このような名の俳優はいないので、『レンズマン』のキムボール・キニスンと取り違えている可能性がある。
ソルジャー・ブルー（14歳→約300歳）
声 - 志垣太郎 / 杉田智和 / 石原良（ラジオドラマ版）
ミュウの中で最も長く生き、長としてミュウたちを束ねてきた。虚弱体質で聴覚に障害があり、耳にはヘッドフォン型の補聴器を付けている。TVアニメ版では、さらに銀髪に赤い瞳というアルビノの特徴が加わっている。ただし、第1期オープニングの一部では目が青色である。補聴器には彼の記憶が記録されており、のちにジョミーへと託された。3世紀もミュウとして生きたといわれるが、青年としか思えない外見を保っている。若く見せたがるのはミュウ全体に見られる傾向だと、称する。
ジョミーに、ミュウが発生する原因が成人検査にあることを告げ、自身が実験体として悲惨な日々を送り続けてきたことを告白している。寿命が潰える直前にその意思をジョミーに託し、ジョミーの能力を開花させる。地球への強い思いを残したままアタラクシアで逝くが、死んでもなおジョミーの中で生き続けている（ジョミーが意識し続けている）。時折束縛された姿でジョミーの心に登場するのは、実験体としての彼の姿である。
TVアニメ版ではミュウたちを一人でも多くナスカから脱出させるため、惑星破壊システム・メギドに潜入。命と引き替えにこれを破壊した。なお、この時残されたヘッドフォン型の補聴器が唯一の遺品となり、“ソルジャーの証”としてジョミーに（TVアニメ版ではトォニィにも）受け継がれることとなる。
名前の由来は、「テラFes2007」での原作者のコメントによれば「ソルジャー・ブルーを撃った男」という映画からとのこと。これは原作者による、『ソルジャー・ブルー』と『リバティ・バランスを射った男』という2本のアメリカ映画の混同と類推される。
トォニィ（0歳→22歳）
声 - 古谷徹、川島千代子（少年期〈映画〉） / 杉山紀彰、喜多村英梨（少年期〈テレビアニメ〉）
惑星ナスカで、母体によって生まれた初めての子であり、のちに「ナスカチルドレン」と呼ばれる者たちの中心人物。オレンジ色の瞳と髪の毛を持つ（普通の人間の体毛と瞳孔ではありえない色であるため、キースに気味悪がられた）。3歳の時、ある事件で昏睡状態に陥るが、12歳前後の肉体に成長して覚醒する。それ以後も急激な肉体成長を続け、最終的に成人する。本人曰く『（ジョミーと同じ）完全なミュウ』。
彼を覚醒させようとしていたフィシスから、《彼女から逃れるために》知識と予知能力を習得し、彼女の正体すら見抜いてしまう。しかし、精神の成長が肉体に伴っておらず、精神年齢は生きてきた時間とほぼ同じでしかない。ナスカで生まれた子供特有の強い思念波を持つ。
彼にとってジョミーは『グラン・パ』（「おじいさん」の意味。実際、トォニィはジョミーへの呼称として使っている）であり、両親以上に尊敬すべき『親』であり、目指すべき方向であり、ジョミーの言葉、および与えられた命令を何よりも最優先するほど心酔している。だが、自分を放ってリオやハーレイと行動するジョミーに怒りを感じ、リオとハーレイに嫉妬したりしている他、ジョミーと別れたりジョミーに嫌われたりすることを最も恐れている。TVアニメ版では更に、ジョミーを「へなちょこ」呼ばわりし、ジョミーを抹殺してトォニィをリーダーにしようとけしかける他のナスカチルドレンに対し、怒りを露わにして一喝する場面もあった。
キース・アニアンを2度も死の淵まで追い込んだ唯一の人物である。最初は3歳の時。幼くしてキースを無理やり自供させるほどの類稀なESP能力と高度な知能を現しており、《殺意》というものもこの時すでに知っていた彼は、キースを殺害しようとした。それがのちに実母カリナを死なせてしまうきっかけとなるが、本人はそれをキースとフィシスのせいだと考えている。ゆえにキースはもちろん、キースと通じ、ソルジャー・ブルーに能力を与えられただけの人間にすぎなかったフィシスも激しく憎悪している。
2回目はジョミーと共に地球へ降りた時。S.D.体制の敷かれた個室でひとり眠りにおちることができなかった彼は、キースを捜し出し寝室で彼を心停止状態にまで追い込む。最後には、ジョミーへの思いを残しながら宇宙の果てへ飛んでゆく。
映画ではジョミーの実子となっている。
TVアニメ版では、自分を最後まで想っていたアルテラを始め、多くの仲間を失いながらもジョミーの救援に駆け付け、彼によって後継者に指名される。しかし、そのジョミーが死にゆく身であることを大いに悲しみ、涙を流しながらジョミーの体を抱きしめ、離れようとしなかった。最終的にジョミーに諭され、断腸の思いで別れを告げて脱出したのち、三代目のソルジャーに就任。両親、恋人、そして自分を導く者といった人の絆の深さと大切さを知った彼が、その後ミュウと人類を正しく導いた様子が暗示されている。
フィシス（15歳→96歳）
声 - 秋吉久美子 / 小林沙苗 / 池田昌子（ラジオドラマ版）
ミュウの美少女占い師。生まれつきの盲目で予知能力に秀でている。ブルー、ジョミーと歴代のソルジャーに常に仕え、提言を与えている。占いは占い用のターフル（オランダ語でテーブルの意）で行われ、占いの結果は概ね当たる。
また、なぜか銀河系や地球の外観を知っている。謎の多い女性で、物語上の重要な意味を担う存在である。キースとは敵同士であるにもかかわらず情報を与えてしまい、トォニィを目覚めさせようとしてかえって逃げられ、能力や知識を吸収され、正体すら暴かれてしまう。しかし、その正体を最初から知っていたソルジャー・ブルーにとって、彼女は『女神』である。
ジョミーの願いから、唯一ジョミーを本名で呼ぶ。
キースの遺伝子上の母親。『息子』キースと直接接触した時には、本人の意志に関係なく心を読まれてしまった。実は『無垢なる者』の候補者として15歳まで人工子宮で育てられ、知識は脳に直接刷り込まれていた。銀河系や地球のイメージも刷り込まれた物である。地球のイメージは『無垢なる者』の候補者が地球に忠誠を誓うために刷り込まれており、『無垢なる者』の候補者の特徴でもある。
たとえトォニィに嫌われても、彼を始めとする『ナスカの子』たちを我が子のように心配した。それは休む時間もろくに与えず、ひたすら彼らを戦場に送り込むジョミーに自ら忠告をおこなったほど。
ESP能力はすべてソルジャー・ブルーから極秘に与えられたものである。人類とミュウをつなぐ『女神』であってほしいというブルーの願いは、皮肉にも地殻変動で滅びつつあった地球でかなえられることになる。
なお、映画版では彼女がキースと遺伝学上の親子であっても、あくまで《ミュウのフィシス》として紹介されている。
ジョナ・マツカ（17歳→39歳）
声 - 薬師丸ひろ子 / 高城元気
控えめで、大人しい性格のミュウ。ミュウであることを隠し、人間社会に溶け込んでいた。キースを殺そうとするが反撃されてしまい、助命される代わりに無理矢理キースの副官にされて、彼の片腕として共に人生を歩むことになる。
ジョミーやブルーらと同様に、外見年齢は変わらない。だが、己の能力を恐れ、己を殺しながらエリートコースに在籍していたため、ミュウのESPによる殺傷能力の強さや通常の人間の3倍もあるといわれる寿命のことも知らない。
最初は嫌々ながらキースに従っていたが、やがてその関係は徐々に変わってゆくことになった。地球政府では少尉の階級を与えられた。
彼がキースに仕えて良かったと本気で思えるようになったのは、ミュウとの会談を翌日に控えた夜のこと。サムの死や実母フィシスへの想いから流した涙に満たされたキースの心を見た瞬間だった。
それから数時間後、キースを襲撃したトォニィをかろうじて撃退するも、右半身を引き裂かれてしまう。そして、心停止状態だったキースを最後の力を振り絞って蘇生させた。マツカは殉職をしたため、二階級特進して大尉となった。
映画版では、ミュウとして基地内を追われ、隠れていたところをキースに発見される。幸運にもキースが面倒を見てくれることになったため、キースに心底感謝し、彼に尽くす。なお、ミュウとしての知識や自覚がないという設定は、原作と変わっていない。
名前の由来は、原作者によれば、女の子っぽい名前として「ジョナ」、変わった音にしたいから「マツカ」としたという。
セキ・レイ・シロエ（15歳）
声 - 神谷明 / 井上麻里奈
キースと同じステーションに在住していた、エリートでありながら機械によって制御された社会を強く拒み、憎んでいた少年。育英都市エネルゲイア出身のジュライ・グレード（7月生）。自分を慈しんでくれた「母」に関する記憶を成人検査で奪われたことをひどく悲しみ、テラズ・ナンバーやマザー・イライザなどの管理コンピュータを憎んでいる。
キースやサムを蔑むような態度を常にとる小生意気な子供でありながら、勉強に精を出してエリートとしての道を歩むという、一見矛盾しているが筋の通った行動をとっている。
やがて、キースが幼少時代の記憶が全くないことを知った彼は、キースを陥れるため、その素性を探るべく行動を開始する。そして、キースの出生にまつわる真実を告白することになる。出番は少なかったが、物語の位置づけとしては比較的大きな存在である。
当初から《要注意人物》に挙げられていた。やがて、キースの行動を調べていくうちに監視は強化され、成人検査後にESP検査を受けるという前代未聞の事態に陥る。精神的・肉体的に負担を負った彼は、禁止事項を言葉に出すと心臓周辺を圧迫するベルトにより束縛を受けていたが、キースの前で彼の正体を暴露する。
その後逮捕され、ステーションから逃亡を図るが、キースに撃墜される。この時、キースは涙を流した。ラストでのミーシャの記憶の画に彼も入っている。
サム・ヒューストン（15歳→45歳）
声 - 石丸博也 / 羽多野渉
幼少時代はジョミーの幼馴染で、ステーションではキースの唯一の親友となる。ガキ大将タイプで、面倒見が良い優しい男。
その人間関係が災いして、ミュウと人類の運命に翻弄されることになる。
宇宙からナスカを警備していた時、ジョミーたちミュウに遭遇。人類の敵ミュウの長となり、14歳の頃と見かけが全然変わっていないジョミーを「化け物」呼ばわりしてしまい、挙げ句に殺害しようとしてしまう。
しかし、長老たちによってナスカでの記憶が消された彼は地球政府によって発見される。記憶を消されたショックで精神破綻を起こした彼は幼児退行を起こし、成人検査以前の記憶しか残っていなかった。これ以後、親友キースとは付き合い方が変わるものの、亡くなるまでキースの心の拠り所となった。
ジョミーとキースとの会談を翌日に控えたS.D.599年12月、長年入院していた病院にて死去。死因は雨に打たれ続けたことによる急性肺炎。皮肉にも、亡くなるまでの間、ナスカでジョミーと接触した23歳のままの姿で生き続けた。これは「心が若かったため」とされる。
TVアニメ版では、幼児退行後のシーンにて映画版のOPを口ずさんでいる。
スウェナ（15歳）
声 - 増田ゆき
キースの同級生で、教育ステーションE-1077でエリートコースに所属する少女。TVアニメ版ではスウェナ・ダールトンという名で登場し、原作以上に活躍する。
誰もがメンバーズ・エリートになると思っていたが、宙港の技師と恋に落ちて結婚する。このため、エリートコースから一般人コースに所属を切り替え、E-1077から去ることになる。
TVアニメ版では、サムと共にアタラクシアの学校でのジョミーの同級生であり、同時にステーションでのキースの友人でもあった。キースに惹かれていたが恋に破れ、原作と同じく結婚のためステーションを去る。のちにレティシアという女の子の養親になるが、離婚により自動的に親権を失ってしまう。その後はジャーナリストとして地球政府やS.D.体制の裏の部分を解明しようと走り回るようになる。サムが入院している病院で何度もキースと接触している。
TVアニメ版では、メールを通じてキースからあるデータを受け取る。それはミュウとS.D.体制に関するキースの演説の映像だった。彼女はそれを全世界に放送し、S.D.体制崩壊のきっかけを作った。
リオ
声 - 三景啓司 / 浪川大輔
ミュウの1人。先天性の言語症を持ち、テレパシーで会話する。ジョミーの左腕。
ジョミーが初めて肉体的に接触したミュウであり、彼の優しさを心から理解している、初めての良き理解者であり、味方でもある。
キャプテン・ハーレイ
声 - 野田圭一 / 小杉十郎太
ミュウの長老の1人。宇宙船の船長なので“キャプテン”の肩書き付きで呼ばれる。ブルー亡き後、ジョミーの補佐を務め、ジョミーの右腕として辣腕をふるう。時に暴走するジョミーを諌める一方で、彼の実力と才能を認めている。
外見は壮年でソルジャー・ブルーより遥かに年上だが、ブルーと同じ時代を生き、地球へ向かうための準備を一から整えてきた。
ゼル機関長
声 - 柴田秀勝 / 秋元羊介
ミュウの長老の1人。宇宙船の機関長であるため、ハーレイ同様“機関長”の肩書き付き。最初はその素行から、ジョミーを次期ソルジャーに推すことに懸念を示していた。
外見は『長老』と呼ぶに相応しい老人で、ブルーと同じ時代を生きてきた者の1人。TVアニメ版では若き日の彼が登場する。300年前の彼は長髪で、今の姿からは考えられないほどの美男子。弟を『アルタミラの惨劇』で亡くしたという設定が追加されている。
エラ女史
声 - 野口すみえ / 織田芙実
ミュウの長老の1人。ジョミーに関するソルジャー・ブルーの提案に、最初は難色を示していた。
外見はハーレイと同年齢に見えるが、ブルーと同じ時代を生きてきた長老たちの紅一点である。
ヒルマン教授
声 - 北川国彦 / 伊丸岡篤
原作では名前が紹介されていないが、TVアニメ版ではこの名前がつけられている。ミュウの子供たちを指導している、古参のミュウ。ミュウの子供たちにジョミーの成人検査の様子を見せた。ジョミーにミュウの歴史を教えたのを始め、政治や帝王学など様々なことを教えてきた。
外見は50代前半から60代前半程度で、実際はその3倍以上は生きていると推測される。ちなみに右腕は義手。
アルフレート
声 - 塩屋翼 / 寺島拓篤
フィシスに仕えている。
何かと感情を露わにし、フィシスに逢いたがるジョミーを敬遠している。
カリナ（7歳→19歳）
声 - 小山茉美 / 久保さゆり
トォニィの母。S.D.577年、赤い惑星ナスカにて、ミュウで初めての母体での妊娠・出産を行った女性。普段は保育部で看護師をしている。
初めて会ったジョミーから『お母さん』という者の存在を読み取って以来、ずっと母親になりたいと切に願っていた。
トォニィがキースに攻撃され、自ら仮死状態になったのを「死んだ」ものと感じ取り、ショックのあまり思念波を暴走させて死んでしまう。
映画ではジョミーと同年代であり、彼との間にトォニィを儲けた。
キム
声 - 柿原徹也
シャングリラ（原作ではミュウの船内）にいた子供の一人。黒髪と団子鼻、そばかすが印象的な少年。ナスカチルドレン以前の若い世代の中では年齢が上のほうで、ジョミーとほぼ同じ年齢と推測される。
原作での設定では腕は義手になっており、ジョミーを大怪我をさせたことがある。
好戦的で血の気が多く、ジョミーが初めてシャングリラにやってきた時など、彼に殴りかかって喧嘩になった程。
TVアニメ版では、成長してからはシャングリラの主任戦闘班長としてジョミーたちの支援に回る。
惑星ナスカ編終盤ではハロルドら他の若い世代の仲間とナスカへ残ることを決めるが、地球へ向かおうとするゼルたちと対立してしまう。キースがナスカに攻撃を仕掛けたとき、地下シェルターに隠れて攻撃をしのごうとしたが…。
アルテラ
声 - 高垣彩陽
トォニィと同じく、惑星ナスカで母体から誕生した9人のミュウのうちの1人で、ナスカ生まれのミュウ特有の強力な思念波を持つ。トォニィに特別な思いを抱いている。
TVアニメ版では薄い褐色の肌と淡いすみれ色の瞳を持つ。トォニィとの関係は原作より幼く、彼を慕う一方で、ジョミーを追い続け、自分のことをあまり見てくれないことを寂しく思っている。
原作・TVアニメ版ともに人類側との交戦により死亡。
タキオン
声 - 寺島拓篤、水沢史絵（幼少）
トォニィと同じく、惑星ナスカで自然分娩により誕生した9人のミュウの1人。ナスカ生まれ特有の並外れた知能と強力な思念波を持つ。
原作では人類側との交戦により死亡しているが、TVアニメ版では生存したまま最終回を迎えた。
タージオン
声 - 折笠愛
原作では名前が紹介されていないが、TVアニメ版ではこの名前がつけられている。ナスカ生まれのミュウ“ナスカチルドレン”の1人で、アニメではタキオンの弟という設定。黒髪の少年。精神的に幼いせいか、他のミュウに対し小馬鹿にしたような言動が多い。
TVアニメ版では人類側との戦闘中に死亡した。
ツェーレン
声 - 増田ゆき
トォニィと同じく、惑星ナスカで自然出産により産まれた9人のミュウの1人。ナスカ生まれのミュウが持つ強力なESP能力を持つ少女。
原作ではジョミーから重大な使命を任されることになる（TVアニメ版では、その使命はシド・ヨーハンに託された）。金髪で褐色の肌。父親はハロルド・ベイ。
コブ
トォニィと同じく、惑星ナスカで自然出産により誕生した9人のミュウの1人。ナスカ生まれのミュウ独特の強い潜在能力を持って生まれた少年。原作ではミュウとの戦いに対抗するための戦闘訓練を積んだエキスパートに傷を負わされるものの生き延び、TVアニメ版では死亡している。
ペスタチオ
声 - 成田紗矢香
トォニィと同じく、惑星ナスカで自然出産により産まれた9人のミュウの1人。ナスカ生まれのミュウが持つ強力なESP能力を持つ。
TVアニメ版ではお団子にした黒髪のオレンジ色の瞳の少女で、原作とは大きく異なった外見をしている。原作では人類側との戦闘中に負傷しているが、TVアニメ版では無傷である。
グランドマザー
声 - 岸田今日子 / 折笠愛
地球で人類全体を統治する強大なコンピュータ。ミュウを人間社会から拒絶しながらも、設計者によって、“その因子を断ってはならない”という矛盾したプログラム「永久絶対指令」を組み込まれている。これは“人類とミュウのいずれか、再生させ得た側に地球の運命を任せる”という、当時の地球指導部による一種の賭けのためである。
コンピュータ・テラ
声 - 久松保夫（映画版）
地球に最も深く直結し、マグマの流れを変えることすら出来るコンピュータ。グランドマザーが破壊された時のみ現れる。S.D.時代に入る10年前に設置されたコンピュータで、地球の運命は人類よりもミュウが握る確率が高いことを計算していた。しかし、当時の政治家たちがこの計算結果に難色を示したためにグランドマザーが創られ、真っ先に到着する者がどちらになるか、地底で長い間待っていた。人類であるキースが先に到着することになるが、グランドマザーとの戦いを経た彼によって永遠に停止させられることになる。
テラズ・ナンバー5
声 - 増山江威子 / 折笠愛
世界に9機ある『テラズ・ナンバー』の1つ。グランドマザーと直結し、育英都市アタラクシアの「目覚めの日」を担うコンピュータ。成人検査を担当する。
マザー・イライザ
声 - 池田昌子 / 折笠愛 / 池田昌子（ラジオドラマ版）
キースが在住していたE-1077ステーションのマザーコンピュータ。ステーションでは、エリートたちが彼女とコミュニケーションをとり、時には精神分析やヒーリングなども行う。
人の形を映し出して現れることがあるが、それは母親や恋人など身近な女性に似るとされる。
マザーコンピュータと直結しており、E-1077エデュケーショナル・ステーションで《無垢なる者》となる実験体を創造していた。キースやフィシスもここで創られた。
ミーシャ
最後に登場する少女。ジョミーやキース、ミュウと人類の戦いの記憶を持つ。

### テレビアニメ版オリジナルキャラクター

#### ミュウ側
ブラウ航海長
声 - 一木美名子
ブルーと同じ時代を生きる長老のひとり。右目が暗いセピア色、左目が明るい茶色のオッドアイ。
外見は初老の女性で、両耳に金の大きなリング型のピアスをしている。
大変さばさばした性格で、目上の者にも遠慮しない姉御肌。物言いは厳しいが、さっぱりしているので嫌味がない。のちに国家騎士団から奪った宇宙船の1隻の船長を務める。
Dr.ノルディ
声 - 小野友樹
医師。わし鼻と太い眉を持つ男性。辛辣な物言いをするが医師としての腕前は抜群で、ブルーの体調管理やミュウの怪我の手当てなど、彼がかかわる医療活動は多岐に渡っている。惑星ナスカではカリナの分娩に立会いトォニィをとりあげた。
ユウイ
声 - 波多野和俊
シャングリラにいた子供のひとり。ブロンドの髪を坊ちゃん刈りにしている若者。
ジョミーと最初に逢った頃は10歳以下の男の子だった。成長してからはカリナと恋に落ち、惑星ナスカで結ばれる。ナスカでの初めての子であるトォニィの父親となるなど、子宝にも恵まれ、ナスカで平穏な日々を送っていた。
竹宮作品の“オルフェシリーズ”（『集まる日』『そして、集まる日。』など）に登場する超能力者・水凪結惟（みなぎ・ゆうい）からキャラクターを拝借している。
ルリ
声 - 水沢史絵
シャングリラにいた子供のひとり。幼い頃から美少女だったが、その美しさが損なわれることがないまま成長した。腰まで伸びた黒髪にアクセサリをしている（幼少時は赤いリボン、成長してからは青のカチューシャ）。
成長してからは、シャングリラのブリッジクルーとして活躍するようになる。レーダーの管制官としてシャングリラの航行の管理を行っている。
竹宮作品の『オルフェの遺言』『そして、集まる日。』などに登場するお嬢様・流離（るり）からキャラクターを拝借している。
ニナ
声 - 成田紗矢香
シャングリラにいた子供のひとり。幼い頃から明るくやんちゃで、ジョミーに憧れを抱いている。くせのあるブロンドの巻き毛をおかっぱ風にしている女の子。
惑星ナスカでは、ハロルド・ベイやカリナら若者同士で徒党を組み、ナスカへの定住を望んだ。キース率いる国家騎士団のナスカ襲撃の際も最後までナスカに残ったが、ジョミーに助けられ脱出する。以後はシャングリラのクルーとして戦闘に加わる。
竹宮作品の『私を月まで連れてって!』のヒロイン＝ニナ・フレキシブルからキャラクターを拝借している。
ショオン
声 - 寺島拓篤
シャングリラにいた子供のひとり。赤みがかった茶色い髪とそばかすがトレードマーク。子供っぽいところがある。影が薄い。
ニナやユウイと一緒にナスカへの定住を希望するが、ナスカが惨劇に見舞われたことで諦めざるをえなくなる。惨劇を生き残ってからはシャングリラの戦闘要員になった模様。
竹宮作品の『そして、集まる日。』に登場する笙園（しょおん）からキャラクターを拝借している。
マヒル
声 - 水沢史絵
シャングリラにいた子供のひとり。栗色のおかっぱ頭にカーキ色のヘアバンドをしている少女。カリナやニナよりも年下で、頭ひとつ分背が低い。
いつも双子の兄・ヨギと一緒にいる。ヨギの言葉を反復する不思議な癖があり、見た目は似てないとはいえ精神的につながっている双子である。ナスカ滅亡後も生き延びた、ナスカチルドレン以前の若い世代のひとり。
竹宮作品の『そして、集まる日。』に登場する真昼（まひる）からキャラクターを拝借している。
ヨギ
声 - 中塚玲
シャングリラにいた子供のひとり。淡い茶色の髪を後ろでひとつにくくっている。前髪があごまで伸びている。
カリナやニナより年齢が下で、見た目は10代中盤の少年に見える。
いつも双子の妹・マヒルと一緒におり、マヒルと手をつないでいる。誰かの発言を反復する癖がある。
ニナ、ショオン、マヒルらとともにナスカ滅亡の悲劇を乗り越えた、ナスカチルドレン以前の若い世代のひとり。
竹宮作品の『そして、集まる日。』に登場する過（よぎ）からキャラクターを拝借している。
ハロルド・ベイ
声 - 河本邦弘
キムと同年代の若者。浅黒い肌で、髪は天然パーマ。ナスカチルドレン以前の若い世代のなかでは最年長のほうである。
シャングリラの防御セクションのクルー。行動的なリーダータイプで、若い世代を引っ張っていくようになる。ボイコットやナスカ定住の推進など、彼が行動を進めていけばいくほどゼルたち長老との溝が深くなっていく。長老たちとの溝が修復不可能になりかけたその時、惑星破壊システム・メギドを従えたキースがナスカを襲撃。キムら若い世代とともに地下シェルターへ避難する。ナスカで褐色の肌の女性と結婚し、娘ツェーレンをもうける。
竹宮作品の『エデン2185』に登場する同姓同名の人物からキャラクターを拝借している。
シド・ヨーハン
声 - 安元洋貴
キムやハロルドと同年代の銀髪の青年。ミュウ専用の制服の上に白いジャケットを羽織っている。ハロルド同様ナスカチルドレン以前の若い世代のなかでは最年長の部類に入る。外見からジョミーより年上と推測される。
シャングリラのブリッジクルーで、操舵を担当。ハーレイ直属の部下。ナスカ定住を呼びかける若者たちの輪に入ることはなかった。最終回では、原作でツェーレンが受けた任務を果たすことになる。
竹宮作品の『エデン2185』に登場する同姓同名の人物からキャラクターを拝借している。
おヤエさん
声 - 増田ゆき
シャングリラのクルーの1人で、レンズの大きな眼鏡がチャームポイントの女性。グラマーな体型をしており、タイツにブーツをはくのが基本の女性クルーのなかで、唯一素足にパンプスといういでたちをしている。21話での発言から実年齢は少なくとも82歳以上であることが判明している。
科学解析主任として敵の戦力の分析を行う他、兵器の開発も行っている。ナスカチルドレンの戦闘機は彼女が開発したもの。
彼らが登場してからは、コミカルな表情や仕草を見せている。
竹宮作品の『私を月まで連れてって!』シリーズなどで登場する日本人ハウスキーパー・温泉八重（おんぜい・やえ）からキャラクターを拝借している。
トキ
声 - 安元洋貴
シャングリラにいた子供の1人。長身で、リーゼントを彷彿とさせる髪型と眼鏡が目立つ若者。カリナやユウイと同年代で、ユウイとは大変仲が良い。
成長してからはシャングリラの通信士となる。惑星ナスカに移住してからはナスカに定住しようとする若者たちの輪に入り、地球へ行こうとする長老やジョミーと対立する。のちに彼が下した判断がミュウに危機を呼ぶこととなる。
竹宮作品の『集まる日、』などに登場する朱鷺（とき）からキャラクターを拝借している。

#### 人間側
セルジュ・スタージョン
声 - 岡本信彦
ナスカ襲撃からキースの配下に加わった青年将校の1人で、戦闘機のパイロット。マツカよりも年下だが、地位はより高い。最後までキースの側近として活躍し、21話ではアルテラと死闘を繰り広げた。
マツカとは親しく、キース以外に交流のある数少ない人物。キースを守って殉職したマツカの亡骸の埋葬を、自分から進んで行い、「…ばかやろう…先に逝っちまいやがって…マツカ…」とその死を悔んだ。
キースとジョミーがグランドマザーに謁見するため地下に降りていく最中、ブリーフィングルームでキースの身の心配をしている様子だった。キースの最期の言葉から、グランドマザーに反旗を翻すことを決意している。
マツカいわく、セルジュがいれるコーヒーは「あまり旨くない」という。
竹宮作品の『風と木の詩』の登場人物セルジュ・バトゥールから、キャラクターを拝借している。
グレイブ・マードック
声 - 成田剣
教育（エデュケーショナル）ステーション時代のキースの先輩で、元上官。他人を見下しているところがあり、マツカを散々けなしていたが、キースの度を越したやり方を批判するなど誠実な一面も持つ。最初の頃は時折キースをからかっていたものの、逆に理論で論破され、度々苦汁を舐めさせられていた。更に、ナスカ襲撃の時点で、出世スピードが人の何倍も速いキースが上官になってしまう。それ故、表面上はキースに従っているものの、実は折り合いが悪い。
メンバーズエリート候補だったが結局選ばれず、軍人となる。その後はソレイド軍事基地に勤務し、やがて指揮官として艦隊を率いるようになる。最終的には部下のミシェルと共にキースの側近の1人となり軍事作戦で活躍。最終話でグランドマザーが操る発射寸前のメギドに特攻し壮絶な最期を遂げた。
ミシェル・パイパー
声 - 中塚玲
グレイブ直属の部下。有能な軍人にして彼の秘書でもあり、常にグレイブの傍にいる。常に冷静沈着で上官の命令に従うが、最終話で初めて上官命令を無視した。
長い間グレイブと同じ時間を過ごすうちに彼を愛するようになり、最終話でようやく本懐を遂げ、グレイブと運命を共にした。
パスカル・ウォグ
声 - 河本邦弘
セルジュの同僚。背が高く、眼鏡をかけている。心停止したキースを助けようとするセルジュに「諦めろ」と言ったり、半身を引き裂かれたマツカを冷めた目で見下ろすなど冷たい一面を持つ反面、同僚がミュウの可能性ありとして更迭された際には、ミュウであればたとえその忠誠心に疑念の余地がなくとも排斥対象にしかならないのかという疑問をキースにぶつけた。
竹宮作品の『風と木の詩』の登場人物パスカル・ビケからキャラクターを拝借している。
レティシア・シン
声 - 小林沙苗
アタラクシアに住む少女。生まれた当初はスウェナが養育していたが、離婚によりジョミーの両親が新たな養親となる。スウェナが養育していた頃の記憶はすべて消されているため、両親の計らいでスウェナと再会することはあっても彼女を“母の友達”としか思っていなかった。
ジョミーがテラズ・ナンバー5を破壊してからは、穏やかだった日々が一変。過酷な運命に巻き込まれることとなる。
ミュウを恐れる両親に連れられてアタラクシアを脱出するが、途中で自分がミュウであることが判明してしまう。自分をかばった両親と一緒に木星にあるミュウ収容ステーション・コルディッツに収容されるが、ナスカチルドレンに救助された。それからはシャングリラにいるものと推測される。
自身がミュウだと分かってからはサイオンにめざめてゆき、他人の心の声が聞こえたりテレパシーを送ったりすることができるようになる。消された記憶は最終的には復活した様子で、最終話ではスウェナを母と認識していた。

## 用語
S.D.（Superior Dominance―特殊統治体制）
機械により、完全な生命管理を行う体制。人類の叡智をもってしても解決できない地球の環境汚染を、人類が宇宙へ出ていくことで解決するために創られた。
人間は精子と卵子の無限とも言える組み合わせから、試験管で人工受精させられて誕生し、人工子宮で成長して「赤ん坊」としてこの世に生を受ける。各惑星で「純粋な子供」に育つべく養父母に養育されて幼少期を過ごしたあと、先述の「目覚めの日」に「成人検査」を通過したのち、宇宙ステーション「エデュケーショナル・ステーション」にて教育を受け、それぞれの能力に適した職業に就く。そのため、地球に降り立たないまま一生を終えることもある。
植民惑星
環境汚染が止まらない地球を保護するため、人類が移住した惑星。ジョミーが14歳まで過ごした育英都市アタラクシアも植民惑星にあたり、マザーコンピュータの管理体制の下で人類が暮らしている。住民は普通人（＝コモン）が主で、エリートが住民の管理にあたっている。
植民に成功している惑星がある一方、開拓に失敗して放棄されたナスカのような惑星も数多く存在する。
育英都市
「目覚めの日」を迎えるまで子供たちを「純粋」に育てる都市。14歳までの子供たちと彼らの養親が住む。アタラクシア（ギリシャ語：ataraxia エピクロス派が唱えた「魂の平安」の意）はこの一つで、他にエネルゲイア（同：energeia アリストテレス学派における概念の一つで「現実態」「現実性」）、トロイナス、サースリア、ソーラデヤなど計8つの都市が存在する。それぞれに「テラズ・ナンバー」と呼ばれるマザーコンピュータが存在している。
アタラクシアにあったマザーコンピュータは「テラズ・ナンバー5」、エネルゲイアにあったマザーコンピュータは「テラズ・ナンバー3」。
成人検査
マザーコンピュータ「テラズ・ナンバー」が「目覚めの日」の前後1年以内に行う検査。特定の場所にテラズ・ナンバーが現れ、思念波による過去の記憶の抹消と「16歳の大人の地球人」として生きていくための基本的な知恵の享受を行う。
成人検査は1人につき最大3回まで実施され、97パーセントは合格する。残りの3パーセントは知的障害や、検査の過程でコンタクトに失敗した者、検査の過程で精神障害を患ったりする者たちである。
ESP検査
感情過多の子供、S.D.体制への批判といった反抗的な思想を持つ子供、ミュウと思しき能力を持つ子供に行われる検査。コンピュータから送られる思念波で深層心理をくまなく調べられ、ミュウなのかを判断する。
ミュウの場合は精神が繊細なため、この検査に耐えられない。
ミュウ
現生人類（ホモ・サピエンス・サピエンス）から発生しつつある新人類。虚弱体質で、身体障害を持つ者が多い。その反面、非常に長寿で思念波エネルギーを操ることができる。超能力の発現は、障害を補完するためであるとされている。普通は意思伝達や読心程度だが協力し合うこともでき、力の強いミュウであれば念動力（サイコキネシス）や幻覚を使える。
ミュウと判明した者は即座に抹殺されるが、かろうじて生き延びた者たちはソルジャー・ブルーのもとに集結し、コミュニティを作って生活している。成人検査ののちに覚醒する者も多く、ソルジャー・ブルーや彼と同じ時代を生きてきたミュウはこれに該当する。マザーの思念波エネルギーに呼応した果てにESPに目覚め、迫害を受けたりモルモット同然の扱いを受けたりと、悲惨な扱いを受けてきた。
現在では「人類と敵対する存在」として、脅威とされている。
S.D.体制が始まる前から自然発生し始めており、当時の科学者の間では将来の主導的な人類として認知されつつあったが、政治家などの保守層には忌避されていた。そのため、純粋に科学的見地から作られたコンピューター・テラに対し、旧人類に適応した保守的なグランドマザーが創られ、ミュウ排除をS.D.体制の原則とした。その一方、一つの賭けとしてミュウ発生の原因である遺伝的素因子排除は禁止された。
キースの実験により、出生時はミュウで無かった者もミュウと交流していると、次第に超能力を獲得して最終的にはミュウへと変わることが確認されている。つまり、旧人類社会がミュウを受け入れると、最終的には全員がミュウへと変化するのである。
ソルジャー
宇宙船シャングリラを中心としたミュウたちのコミュニティの長の尊称。初代のブルー、二代目のジョミーがいる。TVアニメ版では最終回の最後にトォニィが三代目に就任する。
ナキネズミ
声 - 小森まなみ / 竹宮恵子（ラジオドラマ版）
火星で発見された新種の生物。リスとネズミの中間のような姿をしており、大きさはリスぐらい。微弱な思念波を持つ。
実はミュウが人工的に作り出した生物である。テレパシーの中継能力を持つ。
教育（エデュケーショナル）・ステーション
成人検査をパスした「16歳の大人の地球人」を教育する機関。それぞれの植民惑星から連れてこられた、精神的に不安定な少年少女たちの集団に基本的なS.D.の教育を施したのち、集団を性別・生まれ月ごとに振り分けて教育する。
「エリートコース」と「一般（ユニバーサル）コース」の各ステーションが存在し、教育期間はそれぞれ2年。少年少女たちはステーションのマザー・コンピュータの管理下で生活を送る。一般コースからエリートコースへの変更は不可能だが、エリートコースから一般コースへの変更は特例として許されることがある。おもな特例には恋愛が挙げられる。コース変更が認められると、一般コースで最初から2年間、普通人としての教育を受けることになる。
無垢なる者
感情や思想に左右されず、グランドマザーの完全なる「支配」下での自己決定により、地球を完全に統治できる者のこと。グランドマザーに直結した各ステーションでは、候補者となる実験体を創造している。タンパク質と遺伝子体による実験体は15歳まで人工子宮で育てられ、脳に直接「知識」を刷り込まれる。実験体に共通しているのは、地球の外観と太陽系、銀河系のビジョンである。
しかし、普通人（コモン）や肉体および精神に障害をきたす者ばかりが生まれており、そういった存在は処分されている。
普通人（コモン）
成人検査後、「一般コース」に振り分けられ、普通人としての学習を受けた者。地球もしくは植民惑星で一般人として暮らし、結婚した者は育英都市で養親となって、人工受精で誕生した子供を成人検査の日まで育てる。
下記の「エリート」がマザーや地球政府の上層部の指示で動くのに対し、コモンはマザーの直轄下にある「ユニバーサル・コントロール」と呼ばれる組織の指示で行動する。
エリート
成人検査後、「エリートコース」に振り分けられ、エリートとしての教育を受けた者。下記の「メンバーズ・エリート」に選ばれなかった994人がこれに該当する。
地球およびその配下にある組織に所属し、上層部の指示下で軍人や医師や学者などの要職に就く。だが、メンバーズ・エリートを上回るレベルへの昇進は絶望的に不可能である。
メンバーズ・エリート
各ステーションで行われる定員1000人の「エリートコース」教育の結果に基づき選ばれる、6人の上位者。政治の中枢に行くか軍上層部で参謀となるかを選択できるほか、地球に定住するという特権を得られる。
惑星ナスカ
人間が移民に失敗し、打ち捨てられた惑星。二重太陽系にあり、空の色は赤い。第2部ではジョミーの指揮下で、ミュウたちがひっそりと暮らしていた。ミュウたちはそこで農作業に勤しみ、かつての暗い日々を忘れて平和な生活を送っていた。母胎によるミュウの出産が行われた惑星であり、トォニィの生まれ故郷でもあるこの星で誕生した子供9人は、全員とも突出したESP能力の持ち主であり、旧世代のミュウに対して「ナスカの子（テレビアニメ版では「ナスカチルドレン」）」と呼ばれる。
のちにキース率いる国家騎士団の攻撃で滅亡するが、原作・テレビアニメ版共通で戦死するのはアルテラのみ。
VIP
地球の地下都市の各首都から1人ずつ集められた首脳たちの集合体。地球に関する重要な決定を下す機関だが、活動形態は内勤の者でも具体的に分からない最高機密機関。メンバーズ・エリートは最年少にしてVIPに近づける重要な立場であり、昇進次第ではその輪の中に入っていけるようになる。
地球国家元首
地球およびそれに追随する惑星国家の統治者、最高権力者。200年間、その座に就いた者はいなかった。

## 書籍情報
- マンガ少年別冊（朝日ソノラマ）全3巻
- サンコミックス（朝日ソノラマ）全5巻
- 愛蔵版・函入（朝日ソノラマ） 全2巻
- 竹宮惠子全集1〜3（角川書店） 全3巻
- 愛蔵版・函無し（中央公論社） 全1巻
- 文庫版（中央公論社） 全3巻
- アイランド・コミックス（嶋中書店） 全3巻
- 新装版（SQUARE ENIX） 全3巻
- VERSO LA TERRA（イタリア書房） CompleteBox（3巻セット） ※イタリア語版、2019年11月刊行
- DESTINATION TERRA（イタリア書房） CompleteBox（3巻セット） ※フランス語版、2021年7月刊行

## ラジオドラマ版
第1部のみラジオドラマ化された。1979年7月23日から7月28日まで、NHK-FM放送にて『NHK-FM夏期特集・ステレオ劇画』と題して放送された。全6回。
| 声の出演 - ジョミー・マーキス・シン - 富山敬 - ソルジャー・ブルー、ナレーション - 石原良 - フィシス、ジョミーの母、マザーコンピュータ - 池田昌子 - ナキネズミ（7月25日放送分） - 竹宮恵子 | スタッフ - 脚色 - 仲倉重郎 - 演出 - 郡司雄彦 - 効果 - 大八木健治・原口哲・菅野秀典 - 技術 - 太田時雄・星野雄一 |

## アニメ映画版
1980年4月26日に東映によりアニメ映画化された。前年に大ヒットした『銀河鉄道999』に続く、人気コミックの映画化作品として期待されるものであった。アニメを制作した経験のない恩地日出夫が監督に就任したことで、アニメとしては異色の作品となったこともあり、作品内容には賛否が分かれた。原作者が「私の作品で『地球へ…』が最も有名になったのはアニメ化されたためかもしれない」と語っているように、竹宮作品で最初に映像化された作品としてひとつの起点となった映画である。
映画版は、オリジナルにはないラブストーリーや戦闘シーンが追加されて原作とは異なった雰囲気のものとなっており、そのことについて原作者は「映画化を許諾した時点で全く別の作品と思っているので、全く気にしていない」という趣旨のコメントを返している。
主要な役に有名俳優を多数起用し、主要キャラクターはコスプレをしながらアフレコをおこなった。本作品の公開に先立って声優コンテストが行われ、砂子弘美、木内一裕の2名が優勝した。また、本作の主題歌コンテストでは山野さと子と堀欣也の2人がグランプリとなり、その後、2人はアニソン歌手としてデビューした。

### 声の出演（アニメ映画）
| - ジョミー・マーキス・シン - 井上純一 - キース・アニアン - 沖雅也 - ソルジャー・ブルー - 志垣太郎 - フィシス - 秋吉久美子 - ジョナ・マツカ - 薬師丸ひろ子 - トォニィ - 古谷徹、川島千代子（子供時代） - セキ・レイ・シロエ - 神谷明 - グランドマザー - 岸田今日子 - コンピュータ・テラ - 久松保夫 - テラズ・ナンバー5 - 増山江威子 - マザー・イライザ - 池田昌子 - カリナ - 小山茉美 - サム・ヒューストン - 石丸博也（DVD解説書に訂正記事） - リオ - 三景啓司 - アルフレート - 塩屋翼 | - 船長ハーレイ - 野田圭一 - ゼル機関長 - 柴田秀勝 - クフ艇長 - 戸谷公次 - ドクター - 八奈見乗児 - エラ女史 - 野口すみえ - パパ - 田中崇 - ママ - 藤田淑子 - 教授 - 北川国彦 - ミュウの少年A - 駒沢トヨ子 - ミュウの少年B - 間嶋里美 - ミュウの少年C - 鈴木富子 - 警官 - 佐藤正治 - 看護婦 - 中谷ゆみ - 白衣の男 - 岸野一彦 - 声優コンテスト優勝者 - 砂子弘美、木内一裕 |

### スタッフ（アニメ映画）
- 監督 - 恩地日出夫
- 脚本 - 恩地日出夫、塩田千種
- アニメーション演出 - 笠井由勝
- キャラクターデザイン・作画監督 - 須田正己
- メカデザイン - ひおあきら、須田正己他
- 音楽 - 佐藤勝
- 制作 - 東映動画

### 主題歌（アニメ映画）
オープニングテーマ
「地球へ…（Coming Home To Terra）」
作詞 - 竜真知子 / 作曲 - 小田裕一郎 / 編曲 - 川上了 / 歌 - ダ・カーポ
エンディングテーマ
「愛の惑星（All We Need is Love）」
作詞 - 竜真知子 / 作曲 - ミッキー吉野 / 編曲 - ミッキー吉野、岸本博 / 歌 - ダ・カーポ
- レーベル - 日本コロムビア

### ソフト化（アニメ映画、他）
動画は、すべて東映ビデオが発売。
20世紀までにVHS、LDで発売された。
21世紀には下記2メディアで発売された。
DVD　2007年6月21日発売
※同日には竹宮の別アニメ化2作品（『夏への扉』・『アンドロメダ・ストーリーズ』と共に1BOX化した「竹宮惠子 DVD-BOX」も発売された。
Blu-ray　2013年9月13日発売
高解像度化収録された本編に特報と予告編、竹宮・恩地監督・田宮プロデューサーによる新規トーク映像を収録。
ボーナストラックとして、途中まで制作されたが諸事情により本編には組み込まれなかった未公開シーン〝 マツカの死 〟が特別収録された。（制作当時の未修復状態なラッシュフィルムからの収録なので映像にキズ多くて見にくい不具合あり。音声は未収録）
GAMEBANKMANIAX 地球へ…　（CD-ROM、コピーライトは、「1997/竹宮恵子/四次元/ゲームバンク」）

## テレビアニメ版
2007年4月から9月まで、毎日放送製作・TBS系列で放送された。全24話。提供クレジットのナレーションは主人公・ジョミーを演じた斎賀みつきが担当。
当初は深夜枠での放送を想定して制作されていたが、4クール放送を予定していた前番組『天保異聞 妖奇士』が諸事情により2クールで終了したため、後番組『機動戦士ガンダム00』（第1シーズン）までのつなぎ番組として放送されることとなった。

### 声の出演（テレビアニメ）
| - ジョミー・マーキス・シン - 斎賀みつき - ソルジャー・ブルー - 杉田智和 - リオ - 浪川大輔 - フィシス、レティシア - 小林沙苗 - キース・アニアン - 子安武人 - ジョナ・マツカ - 高城元気 - トォニィ - 喜多村英梨（幼少期）、杉山紀彰（青年期） - セキ・レイ・シロエ - 井上麻里奈 - サム・ヒューストン - 羽多野渉 - スウェナ・ダールトン、おヤエさん、ツェーレン - 増田ゆき - キャプテンハーレイ（ウイリアム・ハーレイ） - 小杉十郎太 - ゼル機関長 - 秋元羊介 - ヒルマン教授、ロメロ - 伊丸岡篤 - ブラウ航海長 - 一木美名子 - エラ女史 - 織田芙実 - Dr.ノルディ - 小野友樹 - アルフレート、ショオン - 寺島拓篤 - キム - 柿原徹也 | - ハロルド・ベイ、パスカル・ウォグ、ユニバーサル局長、ウォン - 河本邦弘 - カリナ - 久保さゆり - ニナ、ペスタチオ - 成田紗矢香 - ルリ、マヒル - 水沢史絵 - ユウイ、アイハラ - 波多野和俊 - トキ、シド・ヨーハン、アタラクシア市長 - 安元洋貴 - アルテラ - 高垣彩陽 - タキオン - 水沢史絵（幼少）、寺島拓篤 （青年） - グレイブ・マードック - 成田剣 - ミシェル・パイパー、ヨギ - 中塚玲 - セルジュ・スタージョン - 岡本信彦 - グランドマザー、マザー・イライザ、テラズ・ナンバー5、タージオン - 折笠愛 - ジョミー（レティシア）のパパ（ウイリアム・シン） - 松本保典 - ジョミー（レティシア）のママ（マリア・シン） - ゆかな - シロエのパパ - 広瀬正志 - シロエのママ - 宇乃音亜季 - レイン（ナキネズミ） - 小森まなみ - ナレーション - 若本規夫 |

### スタッフ（テレビアニメ）
| - 原作 - 竹宮惠子 - 監督・音響監督 - ヤマサキオサム - キャラクターデザイン - 結城信輝 - コンセプトデザイン - 出渕裕 - メカニックデザイン - 石津泰志、柳瀬敬之、松本秀幸 - ディスプレイデザイン - 佐山善則 - SF考証 - 堺三保 - 美術監督 - 吉原俊一郎 - 美術設定 - 藤瀬智康、塩沢良憲（第1話） - 色彩設計 - 金丸ゆう子 - 撮影監督 - 廣岡岳 | - 3Dディレクター - 早崎竜生 - 編集 - 福田豊 - 音楽 - 高梨康治 - 音楽監督 - 原田扶美子 - サウンドデザイン - 山田稔 - 音楽プロデューサー - 篠原廣人、木村唯人 - アニメーションプロデューサー - 青木清光 - プロデューサー - 諸冨洋史、林田師博、阿部愛 - アニメーション制作プロダクション - 南町奉行所、東京キッズ - 製作 - 毎日放送、スカパーWellthink、ANIPLEX |

### 主題歌（テレビアニメ）
オープニングテーマ
「endscape」（第1話 - 第13話）
作詞 - TAKUYA∞ / 作曲 - UVERworld / 編曲 - UVERworld&平出悟 / 歌・演奏 - UVERworld
- レーベル - gr8! records

「JET BOY JET GIRL」（第14話 - 第24話）
作詞 - 高橋瞳、mavie / 作曲・編曲 - TAKUYA / 歌 - 高橋瞳
- レーベル - gr8! records

エンディングテーマ
「Love is...」（第1話 - 第13話）
作詞・作曲 - Miliyah / 編曲 - 3rd Productions / 歌 - 加藤ミリヤ
- レーベル - MASTERSIX FOUNDATION

「This Night」（第14話 - 第24話）
作詞・作曲 - 谷口尚久 / 編曲 - Tomokazu“T.O.M”Matsuzawa / 歌 - CHEMISTRY
- レーベル - デフスターレコーズ

### 各話リスト
| 話数 | 放送日        | サブタイトル         | 脚本                    | 絵コンテ                  | 演出                      | 作画監督                 |
| ---- | ------------- | -------------------- | ----------------------- | ------------------------- | ------------------------- | ------------------------ |
| 1    | 2007年 4月7日 | 目覚めの日           | 西園悟                  | ヤマサキオサム            | 清水聡                    | 波風立流                 |
| 2    | 4月14日       | ミュウの船           | 面出明美                | つるやまおさむ            | 柳瀬雄之                  | 高乗陽子                 |
| 3    | 4月21日       | アタラクシア         | 面出明美                | つるやまおさむ            | 小林浩輔                  | 渡辺伸弘                 |
| 4    | 4月28日       | 宙（そら）からの帰還 | 堺三保                  | 吉田英俊                  | 高山秀樹                  | 中野りょうこ             |
| 5    | 5月5日        | 死の跳躍             | 面出明美 山崎理         | つるやまおさむ            | 星野真                    | 滝川和男 渡辺伸弘        |
| 6    | 5月12日       | ステーション E-1077  | 面出明美 山崎理         | つるやまおさむ            | 清水聡                    | 波風立流                 |
| 7    | 5月19日       | 反逆のシロエ         | 根元歳三                | 羽多野浩平                | 小林浩輔                  | 宮前真一                 |
| 8    | 5月26日       | 震える心             | 根元歳三                | 吉田英俊                  | 佐々木勝利                | 須田正巳                 |
| 9    | 6月2日        | 届かぬ思い           | 根元歳三                | 柳瀬雄之                  | 柳瀬雄之                  | 高乗陽子                 |
| 10   | 6月9日        | 逃れの星             | 出渕裕                  | つるやまおさむ            | 高山秀樹                  | 中野りょうこ             |
| 11   | 6月16日       | ナスカの子           | 大野木寛                | つるやまおさむ            | 江島泰男                  | 平山英嗣                 |
| 12   | 6月23日       | 孤独なるミュウ       | 佐藤大                  | 藤原良二                  | 清水聡                    | 波風立流                 |
| 13   | 6月30日       | 星に潜むもの         | 大野木寛                | 金﨑貴臣                  | 星野真                    | 渡辺伸弘 大泉影道        |
| 14   | 7月7日        | 同じ記憶             | 根元歳三                | 吉田里紗子 つるやまおさむ | 吉田里紗子 つるやまおさむ | 明珍宇作 齊藤百 新井伸浩 |
| 15   | 7月14日       | 変動の予兆           | 森田繁                  | 南康宏 ヤマサキオサム     | 小林浩輔                  | 宮前真一                 |
| 16   | 7月21日       | 赤い瞳 蒼い星        | 佐藤大                  | 高山秀樹                  | 高山秀樹                  | 中野りょうこ 早乙女啓    |
| 17   | 7月28日       | 永遠と陽炎と         | 佐藤大                  | 高田淳 佐藤恵             | 柳瀬雄之                  | 高乗陽子                 |
| 18   | 8月4日        | 再会のアルテメシア   | 根元歳三                | 吉田里紗子 つるやまおさむ | 渡辺正樹                  | 高乗陽子 宮前真一        |
| 19   | 8月11日       | それぞれの場所       | 根元歳三                | 高梨光                    | 星野真                    | 佐々木敏子               |
| 20   | 8月18日       | 決戦前夜             | 森田繁                  | つるやまおさむ            | 清水聡                    | 齊藤百                   |
| 21   | 9月1日        | 星屑の記憶           | 森田繁                  | 高梨光                    | 小林浩輔                  | 宮前真一                 |
| 22   | 9月8日        | 暮れる命             | 根元歳三                | 石井久志                  | 石井久志                  | 阿部智之                 |
| 23   | 9月15日       | 地球（ちきゅう）へ   | 大野木寛                | 金﨑貴臣                  | 柳瀬雄之                  | 高乗陽子                 |
| 24   | 9月22日       | 地球（テラ）の緑の丘 | 大野木寛 ヤマサキオサム | 久城りおん                | 久城りおん                | 中野りょうこ             |

### 放送局
地上デジタル放送では16:9フルサイズ放送。土6枠放送作品としては初である。ただしハイビジョン制作ではなく、16:9SDマスターからのアップコンバートである。そのため、「HV」マークは出ていない。番組と連動したデータ放送が実施されていた。アナログ放送では13:9レターボックス放送。
当番組の特別番組が放送されたが、東京地区ではTBSではなくTOKYO MXで放送された。
キッズステーションでは、第15話から第17話までを中心としてソルジャー・ブルーに焦点を当てたキッズステーションオリジナルバージョンの総集編を放送した。
アニマックス、キッズステーション、TBSチャンネルではレターボックスで放送された。ただし、TBSチャンネルでは番宣のみ16:9のフルサイズ画面である。
| 放送局                               | 放送期間                                       | 放送日時                                                                        |
| ------------------------------------ | ---------------------------------------------- | ------------------------------------------------------------------------------- |
| 毎日放送・TBS系列 （SBS・RCCを除く） | 2007年4月7日 - 9月22日 （SBS・RCCは1週間遅れ） | 土曜 18:00 - 18:30                                                              |
| GyaO                                 | 2007年4月9日 - 10月1日                         | 月曜 12:00 更新                                                                 |
| BANDAI CHANNEL                       | 2007年4月9日 - 10月1日                         | 月曜 12:00 更新                                                                 |
| SBS・RCC                             | 2007年4月14日 - 9月29日                        | 土曜 17:30 - 18:00                                                              |
| ANIMAX                               | 2007年5月12日 - 10月27日                       | 土曜 23:00 - 23:30 （リピートあり）                                             |
| キッズステーション                   | 2007年5月15日 - 10月30日                       | 火曜 0:00 - 0:30（月曜深夜） （リピートあり）                                   |
| TOKYO MX                             | 2007年10月13日 - 2008年3月22日                 | 土曜 22:30 - 23:00（第1話 - 第12話） 土曜 17:00 - 17:30（第13話 - 第24話）      |
| TBSチャンネル                        | 2009年3月2日 - 4月13日                         | 月曜 - 金曜 18:30 - 19:00 3月30日 - 4月3日は特別編成のため休止 （リピートあり） |

### ソフト化（テレビアニメ）
| 巻  | 発売日        | 収録話          | 規格品番          | 規格品番     | 規格品番  |
| 巻  | 発売日        | 収録話          | BD限定版          | DVD限定版    | DVD通常版 |
| --- | ------------- | --------------- | ----------------- | ------------ | --------- |
| 1   | 2007年8月8日  | 第1話 - 第3話   | -                 | ANZB-2721/2  | ANSB-2721 |
| 2   | 2007年9月5日  | 第4話 - 第6話   | -                 | ANZB-2723/4  | ANSB-2723 |
| 3   | 2007年10月3日 | 第7話 - 第9話   | -                 | ANZB-2725/6  | ANSB-2725 |
| 4   | 2007年11月7日 | 第10話 - 第12話 | -                 | ANZB-2727/8  | ANSB-2727 |
| 5   | 2007年12月5日 | 第13話 - 第15話 | -                 | ANZB-2729/30 | ANSB-2729 |
| 6   | 2008年1月1日  | 第16話 - 第18話 | -                 | ANZB-2831/2  | ANSB-2731 |
| 7   | 2008年2月6日  | 第19話 - 第21話 | -                 | ANZB-2833/4  | ANSB-2733 |
| 8   | 2008年3月5日  | 第22話 - 第24話 | -                 | ANZB-2835/6  | ANSB-2735 |
| BOX | 2023年3月29日 | 全24話          | ANZX-16581〜16585 | -            | -         |

### Premium Fan Disc
DVD初回限定版に付属されているCD。毎回キャストの2、3人が進行を務め、裏話などを披露する。Disc3の井上によると本当は30分番組のようだが、ほとんどが1時間近くやっている。
コーナー
- オープニング
- トークセクション
  - お便りを読んだりするフリートーク。その中に『地球へ…アドリブ作文』があり、60秒間に決められたワードを盛り込んで作文を作る。

- 勝手にオーディオコメンタリー
  - 各話のあらすじを読み上げ、キャストが裏話を披露する。

- コミックリーディング
  - キャストが原作を朗読するコーナー。シーンに登場する全登場人物の台詞を出演キャストが担当し擬音語も音読するため、シリアスなシーンが笑いになってしまうこともある。
  - 第6回以降は廃止され、代わりに毎回違うコーナーが開始された。

- スペシャルドラマシアター
  - TVアニメ版「地球へ…」の番外編。詳細は下記参照。

- エンディング

ゲスト
1. ジョミー×ブルー
2. ブルー×ジョミー
3. キース×シロエ
4. ジョミー×ブルー×フィシス
5. キース×マツカ
6. ブルー×キース×ジョミー
7. ジョミー×トォニィ×グレイブ
8. キース×ジョミー

#### 私立シャングリラ学園
本編では戦い合うジョミー、キース、ブルーなどが一堂に会するドラマをコンセプトに製作された番外編。
私立シャングリラ学園にジョミーが入学してくる下りから物語が始まるが、内容はかなりギャグテイストの強いものとなっている。
脚本はアニメ本編でも脚本を担当した根元歳三。
登場人物
ジョミー・マーキス・シン
シャングリラ学園に入学してきた主人公。入学直後に次期生徒会長に選ばれてしまい、不本意ながらも成り行きで引き受けることになる。
良くも悪くも個性的な生徒会メンバーに翻弄される苦労人にして、ボケ属性の人間が多い生徒会の中での唯一のツッコミ役。
ソルジャー・ブルー
シャングリラ学園の生徒会長（ソルジャー）。部活は落語研究会。
1年の時から生徒会長を務めていたが、体を壊したことを理由に、強引にジョミーを次期生徒会長に任命してしまう。
しかし実際は、宝くじを買いに行こうと生徒会室から走って飛び出したりするなど、本当に体を壊したのかは疑問が残るところ。
また、何か自分に不利なことがあると、必ず仮病を使う。
リオ
シャングリラ学園生徒会書記で美術部員。ブルーの命によりジョミーを誘拐に近い形で生徒会に連れて来た。
生徒会メンバーの中ではジョミーに次ぐ常識人だが、どこかずれているところがある。
フィシス
シャングリラ学園生徒会副会長。原作同様占いが得意で、占い部に所属している。だがジョミー曰く、全く当たらないらしい。次期生徒会長候補としてジョミーを見出した。
マイペースで奔放なブルーについていける、ある意味凄い人物。昼ドラマが大好き。
キース・アニアン
第2話から登場するE-1077学園からの転入生。生真面目な性格で、シャングリラ学園の自由な校風にはあまり好感を抱いていない。
学園の風紀改善を徹底すべく、転入早々、マザーコンピュータによる校内管理を強行するもマザーが暴走してしまい失敗に終わる。
マザーコンピュータを従えているにもかかわらず、本人はテレビとゲームの接続ができないほどの機械音痴らしい。
実はぬいぐるみ作りが得意で学園祭では手作りの人形劇をやっていた。また、本編と同じく自分の後ろに立った人物を反射攻撃するように訓練されている。
マザーコンピュータ
声 - 子安武人（一人二役）
第2話より登場。キースと行動を共にしている。現在2号まで存在が確認されている。
E-1077学園の校内管理を成功させたものの、シャングリラ学園では失敗に終わってしまった。
セキ・レイ・シロエ
第3話にて登場。TVアニメ版同様、周囲のことが目に入らず暴走するタイプ。
転校生のうえ、何もかも完璧なキースをライバル視しており、中間テストの全科目の成績で打倒キースを宣言するも、学年が違うため無意味だった。
ゼル
第4話にて登場。シャングリラ学園の教師。TVアニメ版よりのほほんとしている。ジョミーからは尊敬されている模様。ブルーからは師匠と呼ばれていた。
林間学校場所でとれる“赤い大地のナスカ高原トマト”をこよなく愛している。
トォニィ
第6話にて登場。ジョミーの幼馴染。本編と変わらずジョミーのことを「グランパ」と呼ぶ（今回は尊敬の意味で）。
勘違いしてジョミー以外の生徒会のメンバーを攻撃した。爆発音がしていたがサイオンの力でなのかは謎。
マツカ
第7話にて登場。キースのクラスの学級委員長だったか無理矢理キースに代わられ副委員長にさせられる。
それ以来キースにこき使われる日々を過ごすが怒りがわくどころかむしろ楽しいと感じるようになる。
タイトル
1. 「入学式」
2. 「転校生」
3. 「中間試験」
4. 「林間学校」
5. 「学園祭」
6. 「クリスマス」
7. 「バレンタイン」
8. 「卒業式」

### タロットカード
オープニング、エンディング各CD、サウンドトラック、DVDのそれぞれ初回限定版に付属している、作中の登場人物がデザインされたタロットカード。CDには1枚ずつ、DVDには2枚ずつ封入されている。
| - 0 愚者 1st OP CD - I 魔術師 2nd ED CD - II 女教皇 DVD第3巻 - III 女帝 1st ED CD - IV 皇帝 Soundtrack1 - V 教皇 DVD第1巻 - VI 恋人 DVD第4巻 - VII 戦車 DVD第2巻 - VIII 力 2nd OP CD - IX 隠者 DVD第4巻 - X 運命の輪 Soundtrack2 | - XI 正義 DVD第5巻 - XII 吊された人 DVD第2巻 - XIII 死神 DVD第7巻 - XIV 節制 DVD第1巻 - XV 悪魔 DVD第5巻 - XVI 塔 DVD第6巻 - XVII 星 DVD第7巻 - XVIII 月 DVD第3巻 - XIX 太陽 DVD第6巻 - XX 審判 DVD第8巻 - XXI 世界 DVD第8巻 |

## 地球へ… 〜青き光芒のキース〜
作画：林ふみの。前述のテレビアニメ化に合わせて制作された外伝漫画作品。『月刊Gファンタジー』（スクウェア・エニックス）で2007年6月号（5月18日発売）より連載された。単行本は全2巻。キャラクターデザインはTVアニメ版に準じている。
なお、本作の連載開始に合わせて原典の単行本もスクウェア・エニックスより新装版（全3巻）が2007年4月に刊行。

### 登場人物
キース・アニアン
本作ではE-1077時代で訓練中のキースが描かれる。そのころから冷徹な、冷徹すぎる性格であったが、意外に陽気でお茶目な側面もあり、女装姿で女言葉まで披露している。
サム・ヒューストン
スウェナ・ダールトン
キースのチームメイト。
モリス・オーリー
本作オリジナルキャラ。キースたちのチームメイトだが、実はミュウであった。そしてスウェナを慕うモリスは、ついに想い乱れる恋心のままに能力を解放し、己の正体を暴露してしまう。

### 単行本
Gファンタジーコミックス（スクウェア・エニックス）より刊行。
1. 2007年9月27日発売 ISBN 978-4-7575-2119-3
2. 2008年4月26日発売 ISBN 978-4-7575-2273-2